# Cumayanı, Karabük
Cumayanı là một xã thuộc thành phố Karabük, tỉnh Karabük, Thổ Nhĩ Kỳ. Dân số thời điểm năm 2010 là 2.521 người.